# Кацукава Сюнкьо
Кацукава Сюнкьо (1743—1812) — японський художник періода Едо. Мав псевдонім Дендзіро.

## Життя і творчість
Справжнє прізвище Кійокава Аендзіро. Був учнем відомого художника Кацукава Сюнсо. З 1771 року працював в жанрі якуся-е, особливо в формі хособан (вузьких вертикальних гравюр). На початку 1780-х років очолив власну майстерню. У 1788 або 1789 році художник переніс інсульт, який призвів до паралічу правої руки, з того часу Кацукава Сюнкьо міг користуватися тільки лівою рукою. Після цього взяв псевдонім Сахіцусай («Майстерня лівого пензля»). Згодом постригся в ченці і служив при монастирі Дзенсьо-дзі в Асакуса, де знаходиться розписана ним ширма. Був вчителем художника Кацукава Сюнтьо.
Спеціалізувався в жанрі театральної гравюри (якуся-е). Найчастіше акторів кабукі зображував в амплуа оннагата (виконавці жіночих ролей) в оточенні інших акторів і музик. Кацукава домігся успіху в великих погрудних портретах окубі-е, що розміщувалися на віялах і плакатах. Йому належить впровадження нового типу зображення — огао-е (великі особи), в якому особа актора заповнювала весь простір композиції. Особи, зображувані Кацукава Сюнкьо, відрізняються психологізмом і характером.
До інших сюжетів відносяться зображення красунь і борців сумо. Сюнкьо створив безліч гравюр сумо-е. Сюнько вкрай рідко створював портрети красунь, його потужна манера краще підходила для зображення сумоїстів. Тим більше, що зрілий період творчості художника збігся з часом, коли сумо досягло піку своєї популярності у містян Едо.